# Máel Bressail mac Ailella
Máel Bressail mac Ailella (zm. 825 r.) – król Uí Echach Cobo od 801 r. oraz Ulaidu (Ulsteru) od 819 r. do swej śmierci, syn króla Uí Echach Cobo Aililla mac Feidelmid (zm. 761 r.), prawnuka Fergusa V mac Áedáin (zm. 692 r.), króla Uí Echach Cobo oraz Ulaidu.
Máel Bressail należał do bocznej linii Dál nAraidi, znanej jako Uí Echach Cobo w obecnej zachodniej części hrabstwa Down. Królestwo Uí Echach Cobo często było w konflikcie z Ulaidem. W bitwach z wrogiem polegli zarówno ojciec (pod Áth Dumai w 761 r.), jak i brat Eochu mac Ailella (801 r.). Zapewne po śmierci swego brata wstąpił na tron Uí Echach Cobo.
Roczniki ulsterskie podały pod rokiem 819, że doszło do potyczki w Ulsterze między Muiredachem mac Eochada a jego stryjem Cairellem. Prawdopodobnie Muiredach postarał się o pomoc Uí Echach Cobo, jak sugeruje Księga z Leinsteru. Dzięki temu wsparciu mógł pokonać i zabić Cairella w bitwie pod Lapast w Carn Cantain. Prawdopodobnie ceną za pomoc wojskową była umowa z Máel Bressailem mac Ailella w sprawie obsady tronu Ulaidu. Bowiem władzę objął Máel Bressail, a po nim Muiredach.
W 823 i 824 r. źródła wspominają o najazdach pogan, czyli wikingów na ziemie Ulsteru. W pierwszym roku doszło do zniszczenia Bangoru Wielkiego, siedziby kościelnej. Następnego roku ponownie doszło do złupienia Bangoru w Airte. Zaś Ransackt wraz z dziedzińcem kościoła św. Cowgalla został złupiony przez Duńczyków.
Źródła błędnie podały, że zmarły w 825 r. Máel Bressail z Cuib był królem Dál nAraidi. Pozostawił po sobie syna Cernacha mac Máele Bressail (zm. 853 r.), który objął po jego śmierci władzę nad Uí Echach Cobo. Tenże miał syna Lorcána. Zaś tron Ulaidu przeszedł na Muiredacha III mac Eochada z Dál Fiatach.